# Де-Калб (округ, Алабама)
Де-Калб (англ. DeKalb County) — округ в штате Алабама, США. Официально образован в 1836 году. По состоянию на 2010 год, численность населения составляла 71 115 человек. Административный центр — Форт-Пейн.

## География
По данным Бюро переписи США, общая площадь округа равняется 2 017,612 км2, из которых 2 012,432 км2 суша и 1,600 км2 или 0,200 % это водоёмы.

### Соседние округа
|         |         | Джэксон                                       | Дейд (шт. Джорджия) |  |
| Маршалл | север   | Уолкер (шт. Джорджия), Чаттуга (шт. Джорджия) |                     |  |
| Маршалл | Де-Калб | Уолкер (шт. Джорджия), Чаттуга (шт. Джорджия) |                     |  |
| Маршалл | юг      | Уолкер (шт. Джорджия), Чаттуга (шт. Джорджия) |                     |  |
|         | Этова   | Чероки                                        |                     |  |

## Население
По данным переписи населения 2000 года в округе проживает 64 452 жителя в составе 25 113 домашних хозяйств и 18 432 семей. Плотность населения составляет 32,00 человека на км2. На территории округа насчитывается 28 051 жилое строение, при плотности застройки около 14,00-ти строений на км2. Расовый состав населения: белые — 92,55 %, афроамериканцы — 1,68 %, коренные американцы (индейцы) — 0,80 %, азиаты — 0,19 %, гавайцы — 0,06 %, представители других рас — 3,10 %, представители двух или более рас — 1,62 %. Испаноязычные составляли 5,55 % населения независимо от расы.